# Peridroma philippsi
Peridroma philippsi är en fjärilsart som beskrevs av Caspari 1899. Peridroma philippsi ingår i släktet Peridroma och familjen nattflyn. Inga underarter finns listade i Catalogue of Life.